# Barbacenia polyantha
Barbacenia polyantha är en enhjärtbladig växtart som beskrevs av Goethart och Johannes Jan Theodoor Henrard. Barbacenia polyantha ingår i släktet Barbacenia och familjen Velloziaceae. Inga underarter finns listade.